# Serie A (1954/1955)
Serie A 1954/1955 – 53. edycja najwyższej w hierarchii klasy mistrzostw Włoch w piłce nożnej, organizowanych przez Lega Nazionale, które odbyły się od 19 września 1954 do 19 czerwca 1955. Mistrzem został Milan, zdobywając swój piąty tytuł.

## Organizacja
Liczba uczestników pozostała bez zmian (18 drużyn). Catania i Pro Patria awansowali z Serie B. Rozgrywki składały się z meczów, które odbyły się systemem kołowym u siebie i na wyjeździe, w sumie 34 rund: 2 punkty przyznano za zwycięstwo i po jednym punkcie w przypadku remisu, z możliwą dogrywką, rozstrzygać sytuacje ex aequo w końcowej klasyfikacji. Zwycięzca rozgrywek ligowych otrzymywał tytuł mistrza Włoch. Dwie ostatnie drużyny spadało do Serie B.

## Drużyny
| Uczestnicy poprzedniej edycji                                                                                 | Uczestnicy poprzedniej edycji | Uczestnicy poprzedniej edycji | Uczestnicy poprzedniej edycji |
| --- | ----------------------------- | ----------------------------- | ----------------------------- |
| ATA | Atalanta                      | 10                            |                               |
| BOL | Bologna                       | 6                             |                               |
| FIO | Fiorentina                    | 3                             |                               |
| GEN | Genoa                         | 12                            |                               |
| INT | Inter Mediolan                | 1                             |                               |
| JUV | Juventus                      | 2                             |                               |
| LAZ | Lazio                         | 6                             |                               |
| MIL | Milan                         | 3                             |                               |
| NAP | Napoli                        | 5                             |                               |
| NOV | Novara                        | 14                            |                               |
| ROM | Roma                          | 6                             |                               |
| SAM | Sampdoria                     | 8                             |                               |
| SPA | SPAL                          | 15                            |                               |
| TOR | Torino                        | 9                             |                               |
| TRI | Triestina                     | 12                            |                               |
| UDI | Udinese                       | 16                            |                               |
| Spadek z poprzedniej edycji                                                                                   |                               |                               |                               |
| PAL | Palermo                       | 17                            |                               |
| LEG | Legnano                       | 18                            |                               |
| Awans z Serie B 1953/1954                                                                                     |                               |                               |                               |
| CTN | Catania                       | 1                             |                               |
| PPA | Pro Patria                    | 2                             |                               |
| Oznaczenia: - kolumna pierwsza – skróty nazw drużyn, - kolumna trzecia – miejsce zajęte w poprzednim sezonie. |                               |                               |                               |

## Tabela
|     | Klub           | Pkt | M  | Z  | R  | P  | GZ | GS | +/- | Uwagi                  |
| --- | -------------- | --- | -- | -- | -- | -- | -- | -- | --- | ---------------------- |
| 1.  | Milan (C)      | 48  | 34 | 19 | 10 | 5  | 81 | 35 | +46 | Puchar Mistrzów        |
| 2.  | Udinese        | 44  | 34 | 16 | 12 | 6  | 58 | 42 | +16 | Spadek                 |
| 3.  | Roma           | 41  | 34 | 13 | 15 | 6  | 53 | 39 | +14 |                        |
| 4.  | Bologna        | 40  | 34 | 15 | 10 | 9  | 56 | 47 | +9  |                        |
| 5.  | Fiorentina     | 39  | 34 | 14 | 11 | 9  | 49 | 48 | +1  |                        |
| 6.  | Napoli         | 38  | 34 | 13 | 12 | 9  | 50 | 40 | +10 |                        |
| 6.  | Juventus       | 37  | 34 | 12 | 13 | 9  | 60 | 53 | +7  |                        |
| 8.  | Inter Mediolan | 36  | 34 | 13 | 10 | 11 | 55 | 49 | +6  | Puchar Miast Targowych |
| 9.  | Sampdoria      | 34  | 34 | 11 | 12 | 11 | 54 | 44 | +10 |                        |
| 9.  | Torino         | 34  | 34 | 12 | 10 | 12 | 42 | 45 | -3  |                        |
| 11. | Genoa          | 31  | 34 | 9  | 13 | 12 | 34 | 44 | -10 |                        |
| 12. | Catania        | 30  | 34 | 10 | 10 | 14 | 38 | 47 | -9  | Spadek                 |
| 12. | Lazio          | 30  | 34 | 11 | 8  | 15 | 41 | 52 | -11 |                        |
| 12. | Triestina      | 30  | 34 | 9  | 12 | 13 | 34 | 52 | -18 |                        |
| 15. | Atalanta       | 28  | 34 | 8  | 12 | 14 | 35 | 38 | -3  |                        |
| 15. | Novara         | 28  | 34 | 10 | 8  | 16 | 39 | 53 | -14 |                        |
| 17. | SPAL           | 23  | 34 | 5  | 13 | 16 | 24 | 49 | -25 |                        |
| 18. | Pro Patria     | 21  | 34 | 6  | 9  | 19 | 29 | 55 | -26 |                        |

## Wyniki
|     | ATA | BOL | CAT | FIO | GEN | INT | JUV | LAZ | MIL | NAP | NOV | PRO | ROM | SAM | SPA | TOR | TRI | UDI |
| --- | --- | --- | --- | --- | --- | --- | --- | --- | --- | --- | --- | --- | --- | --- | --- | --- | --- | --- |
| ATA |     | 0-1 | 4-0 | 5-1 | 0-2 | 1-1 | 2-1 | 3-2 | 1-1 | 1-1 | 4-0 | 1-2 | 1-1 | 1-1 | 0-0 | 2-0 | 0-0 | 0-2 |
| BOL | 0-0 |     | 4-2 | 0-2 | 2-1 | 3-2 | 2-1 | 2-1 | 1-2 | 1-3 | 2-2 | 5-0 | 1-3 | 3-1 | 2-0 | 4-1 | 1-1 | 2-4 |
| CAT | 1-0 | 2-2 |     | 0-1 | 2-0 | 1-1 | 2-2 | 1-0 | 1-3 | 1-1 | 0-0 | 2-1 | 2-2 | 2-1 | 1-0 | 2-1 | 2-1 | 5-0 |
| FIO | 2-1 | 0-2 | 2-1 |     | 2-2 | 3-3 | 0-0 | 0-1 | 0-2 | 0-0 | 1-0 | 1-0 | 1-1 | 1-0 | 1-0 | 2-2 | 4-1 | 3-1 |
| GEN | 1-0 | 1-2 | 0-0 | 0-0 |     | 2-0 | 2-0 | 2-0 | 0-8 | 1-1 | 0-0 | 1-3 | 1-0 | 1-1 | 1-1 | 2-0 | 0-0 | 1-1 |
| INT | 3-0 | 2-2 | 3-0 | 3-5 | 0-1 |     | 1-2 | 2-1 | 1-1 | 1-4 | 3-0 | 2-0 | 1-2 | 1-0 | 1-0 | 1-1 | 4-1 | 2-2 |
| JUV | 0-0 | 5-1 | 1-1 | 4-1 | 2-1 | 3-2 |     | 4-2 | 3-4 | 1-1 | 2-1 | 4-2 | 1-1 | 2-2 | 3-1 | 3-0 | 1-2 | 1-1 |
| LAZ | 1-0 | 0-0 | 1-0 | 2-1 | 2-1 | 3-2 | 2-1 |     | 2-4 | 2-1 | 1-1 | 2-0 | 1-1 | 1-3 | 0-0 | 0-2 | 1-1 | 0-2 |
| MIL | 3-1 | 0-0 | 2-0 | 4-0 | 2-2 | 1-1 | 3-1 | 3-0 |     | 1-1 | 3-0 | 2-0 | 0-2 | 1-3 | 6-0 | 4-1 | 4-0 | 2-2 |
| NAP | 1-0 | 1-1 | 2-0 | 1-1 | 3-1 | 1-2 | 1-1 | 3-2 | 0-2 |     | 1-2 | 2-1 | 2-0 | 2-2 | 2-1 | 0-2 | 4-0 | 3-1 |
| NOV | 0-1 | 1-0 | 2-0 | 1-0 | 3-1 | 2-4 | 2-2 | 2-1 | 1-1 | 2-1 |     | 0-1 | 1-2 | 1-0 | 2-0 | 0-1 | 2-0 | 3-3 |
| PRO | 1-2 | 0-2 | 2-1 | 1-1 | 0-2 | 0-1 | 1-2 | 2-0 | 1-1 | 0-2 | 0-0 |     | 1-1 | 1-0 | 1-1 | 1-2 | 0-2 | 2-2 |
| ROM | 0-0 | 3-4 | 3-1 | 3-4 | 2-1 | 3-0 | 1-1 | 1-3 | 2-1 | 0-0 | 5-3 | 1-1 |     | 1-1 | 1-0 | 1-0 | 2-0 | 1-1 |
| SAM | 2-1 | 2-0 | 1-1 | 3-3 | 2-2 | 1-1 | 5-1 | 0-0 | 0-3 | 5-2 | 6-2 | 3-0 | 1-1 |     | 1-0 | 1-1 | 2-0 | 2-0 |
| SPA | 0-0 | 1-1 | 1-3 | 1-3 | 1-0 | 2-0 | 0-0 | 2-2 | 0-0 | 1-1 | 2-1 | 1-1 | 2-5 | 2-0 |     | 1-1 | 1-0 | 1-4 |
| TOR | 1-1 | 1-2 | 1-0 | 0-1 | 0-0 | 1-1 | 2-2 | 3-1 | 1-2 | 1-0 | 3-2 | 3-1 | 1-1 | 1-0 | 1-0 |     | 5-1 | 1-1 |
| TRI | 3-1 | 0-0 | 1-1 | 1-1 | 1-1 | 0-1 | 4-2 | 1-3 | 4-3 | 0-2 | 1-0 | 1-0 | 0-0 | 3-1 | 1-1 | 2-1 |     | 0-0 |
| UDI | 3-1 | 2-1 | 1-0 | 2-1 | 3-0 | 0-2 | 0-1 | 1-1 | 3-2 | 3-0 | 1-0 | 2-2 | 1-0 | 2-1 | 3-0 | 3-0 | 1-1 |     |

## Najlepsi strzelcy
| Bramki | Strzelcy                | Drużyna        |
| ------ | ----------------------- | -------------- |
| 27 (1) | Gunnar Nordahl          | Milan          |
| 20     | Lorenzo Bettini         | Udinese        |
| 17 (2) | Gino Pivatelli          | Bologna        |
| 16     | Poul Rasmussen          | Atalanta       |
| 15     | John Hansen             | Lazio          |
| 15     | Juan Alberto Schiaffino | Milan          |
| 15 (1) | Giancarlo Bacci         | Torino         |
| 15 (1) | Giuseppe Virgili        | Fiorentina     |
| 14     | Arne Selmosson          | Udinese        |
| 14 (6) | Gino Armano             | Inter Mediolan |
| 13     | Jørgen Sørensen         | Milan          |

## Skład mistrzów
| Zwycięzca Serie A 1954/55 |
| ------------------------- |
| Milan 5 Tytuł             |

| formacja | Piłkarz (liczba meczów)                                            |
| --- | ------------------------------------------------------------------ |
| Buffon Bergamaschi Maldini Silvestri Liedholm Zagatti Sørensen Schiaffino Ricagni Frignani Nordahl                                                                      | Lorenzo Buffon (32)                                                |
| Buffon Bergamaschi Maldini Silvestri Liedholm Zagatti Sørensen Schiaffino Ricagni Frignani Nordahl                                                                      | Arturo Silvestri (21)                                              |
| Buffon Bergamaschi Maldini Silvestri Liedholm Zagatti Sørensen Schiaffino Ricagni Frignani Nordahl                                                                      | Francesco Zagatti (24)                                             |
| Buffon Bergamaschi Maldini Silvestri Liedholm Zagatti Sørensen Schiaffino Ricagni Frignani Nordahl                                                                      | Nils Liedholm (28)                                                 |
| Buffon Bergamaschi Maldini Silvestri Liedholm Zagatti Sørensen Schiaffino Ricagni Frignani Nordahl                                                                      | Cesare Maldini (27)                                                |
| Buffon Bergamaschi Maldini Silvestri Liedholm Zagatti Sørensen Schiaffino Ricagni Frignani Nordahl                                                                      | Mario Bergamaschi (32)                                             |
| Buffon Bergamaschi Maldini Silvestri Liedholm Zagatti Sørensen Schiaffino Ricagni Frignani Nordahl                                                                      | Jørgen Sørensen (30)                                               |
| Buffon Bergamaschi Maldini Silvestri Liedholm Zagatti Sørensen Schiaffino Ricagni Frignani Nordahl                                                                      | Eduardo Ricagni (26)                                               |
| Buffon Bergamaschi Maldini Silvestri Liedholm Zagatti Sørensen Schiaffino Ricagni Frignani Nordahl                                                                      | Gunnar Nordahl (33)                                                |
| Buffon Bergamaschi Maldini Silvestri Liedholm Zagatti Sørensen Schiaffino Ricagni Frignani Nordahl                                                                      | Juan Alberto Schiaffino (27)                                       |
| Buffon Bergamaschi Maldini Silvestri Liedholm Zagatti Sørensen Schiaffino Ricagni Frignani Nordahl                                                                      | Amleto Frignani (27)                                               |
| Buffon Bergamaschi Maldini Silvestri Liedholm Zagatti Sørensen Schiaffino Ricagni Frignani Nordahl                                                                      | Trener: Béla Guttmann (rundy 1-19), Héctor Puricelli (rundy 20-34) |
| Pozostałe piłkarze: Eros Beraldo (18), Alfio Fontana (13), Albano Vicariotto (12), Franco Pedroni (10), Valentino Valli (6), Riccardo Toros (2), Alessandro Vitali (1). |                                                                    |